# Sven Schubert
Sven Schubert (* 1956 in Menden (Sauerland)) ist ein deutscher Agrarwissenschaftler und Hochschullehrer für Pflanzenernährung.

## Leben
Nach dem Studium der Agrarwissenschaften erfolgte im Jahre 1985 die Promotion und im Jahre 1991 die Habilitation für das Fach Pflanzenernährung an der Justus-Liebig-Universität in Gießen. Schubert hatte von 1985 bis 1986 einen Postdoktoranden-Aufenthalt an der University of California in Davis, USA  und war von 1992 bis 1997 Professor für Pflanzenernährung am Institut für Kulturpflanzenwissenschaften an der Universität Hohenheim in Stuttgart. Er ist seit 1997 Professor und Leiter des Instituts für Pflanzenernährung in Gießen. Seine Forschungsgebiete beinhalten Membranbiochemie,  die Nährstoffaneignung von Kulturpflanzen, die Bedeutung der Düngung für die Qualität pflanzlicher Nahrungsrohstoffe und die Verbesserung der Salzresistenz von Kulturpflanzen.
Er ist der Autor mehrerer Lehrbücher zur Pflanzenernährung und Biochemie.
Seine Emeritierung erfolgte im Jahre 2022.

## Werke (Auswahl)
- Sven Schubert: Pflanzenernährung – Grundwissen Bachelor. Verlag Eugen Ulmer, Stuttgart, ISBN 3-8252-2802-9.
- Sven Schubert: Pflanzenernährung. Ulmer, Stuttgart 2017, ISBN 978-3-8252-4509-2.
- Sven Schubert: Biochemie. Ulmer, Stuttgart 2021, ISBN 978-3-8252-5659-3.
- Diedrich Steffens, Sven Schubert: Agrikulturchemisches Praktikum. Köster, Berlin 2011, ISBN 978-3-89574-776-2.